# 青葉台東急スクエア

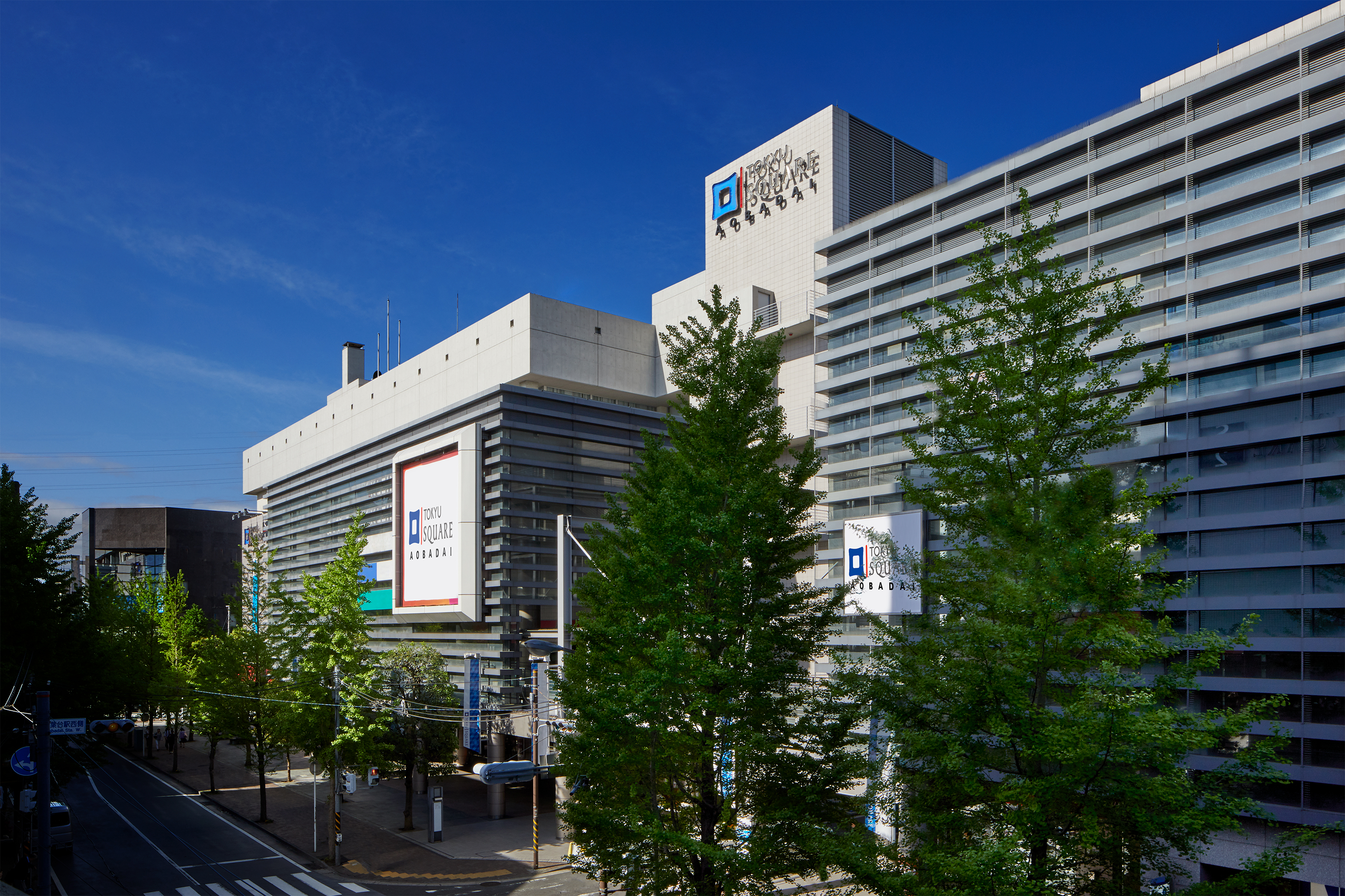
South-1本館

青葉台東急スクエア（あおばだいとうきゅうスクエア）は、東急田園都市線青葉台駅に隣接するショッピングセンター。東急の子会社である東急モールズデベロップメントの運営する複合商業施設のひとつであり、コンセプトは「きょうも あしたも あさっても」。

## 概要
かつてこの場所は青葉台東急百貨店・青葉台リクレ・アネックスの3つの商業施設があったが、これらを統合し2000年11月1日に開業した。
- 所在地 - 神奈川県横浜市青葉区青葉台二丁目1番地1
- South-1 本館・South-1 別館・South-2・North-1・North-2・North-3・North-4の7棟の建物で構成され、青葉台駅を南北に挟んでいる。それぞれの棟は、デッキで繋がっている。

### 建物の改称の一覧
- 青葉台東急百貨店 本館 → South-1 本館（以下、S-1本館）
- 青葉台東急百貨店 別館 → South-1 別館（以下、S-1別館）
- 青葉台リクレ 南館 → South-2（以下、S-2）
- 青葉台リクレ 北館 → North-1（以下、N-1）
- アネックス A棟 → North-2（以下、N-2）
- アネックス B棟 → North-3（以下、N-3）
- アネックス C棟 → North-4（以下、N-4）

## 沿革
- 1992年4月 - 青葉台リクレ開業（西南開発）
- 1993年4月 - 青葉台東急百貨店開業（西南東急百貨店）
- 2000年
  - 4月 - 東急マーチャンダイジング アンド マネージメント（現:東急モールズデベロップメント）が当施設の企画及び運営業務を受託する
  - 7月31日 - 青葉台リクレ閉店
  - 11月1日 - 4Fを除く、South-1 本館/South-2 B1,1F/North-1/North-2/North-3/North-4 1Fが第一期開業
- 2001年3月23日 - South-1 本館 4F/South-2 2F-7F/North-4 2Fが第二期開業
- 2002年3月1日 - South-1 別館開業
- 2003年
  - 3月21日 - South-2 B1・1Fにあったユニクロを縮小し、B1・1Fリニューアルオープン
  - 9月～10月 - South-1 本館 2F・3Fにあった無印良品を縮小し、2F・3Fリニューアルオープン
- 2005年9月8日 - South-2 3F・4Fリニューアルオープン
- 2010年9月～2011年2月 - 大規模リニューアル第一弾（South-2 4F・6F他）
- 2011年9月～2012年2月 - 大規模リニューアル第二弾（South-1 本館 3F、South-1 別館 B1F、South-2 3・4F）
- 2012年9月～2013年3月 - 大規模リニューアル第三弾（South-1 本館 1F、South-2 1F）
- 2018年11月9日 - South-1 本館 B1F「FOOD PATIO レ・シ・ピ青葉台」を全面改装し、「青葉台 東急フードショー」としてリニューアルオープン
- 2020年3月 - South-2 1F他リニューアルオープン
- 2020年11月1日 - 青葉台東急スクエア開業20周年

## フロア案内

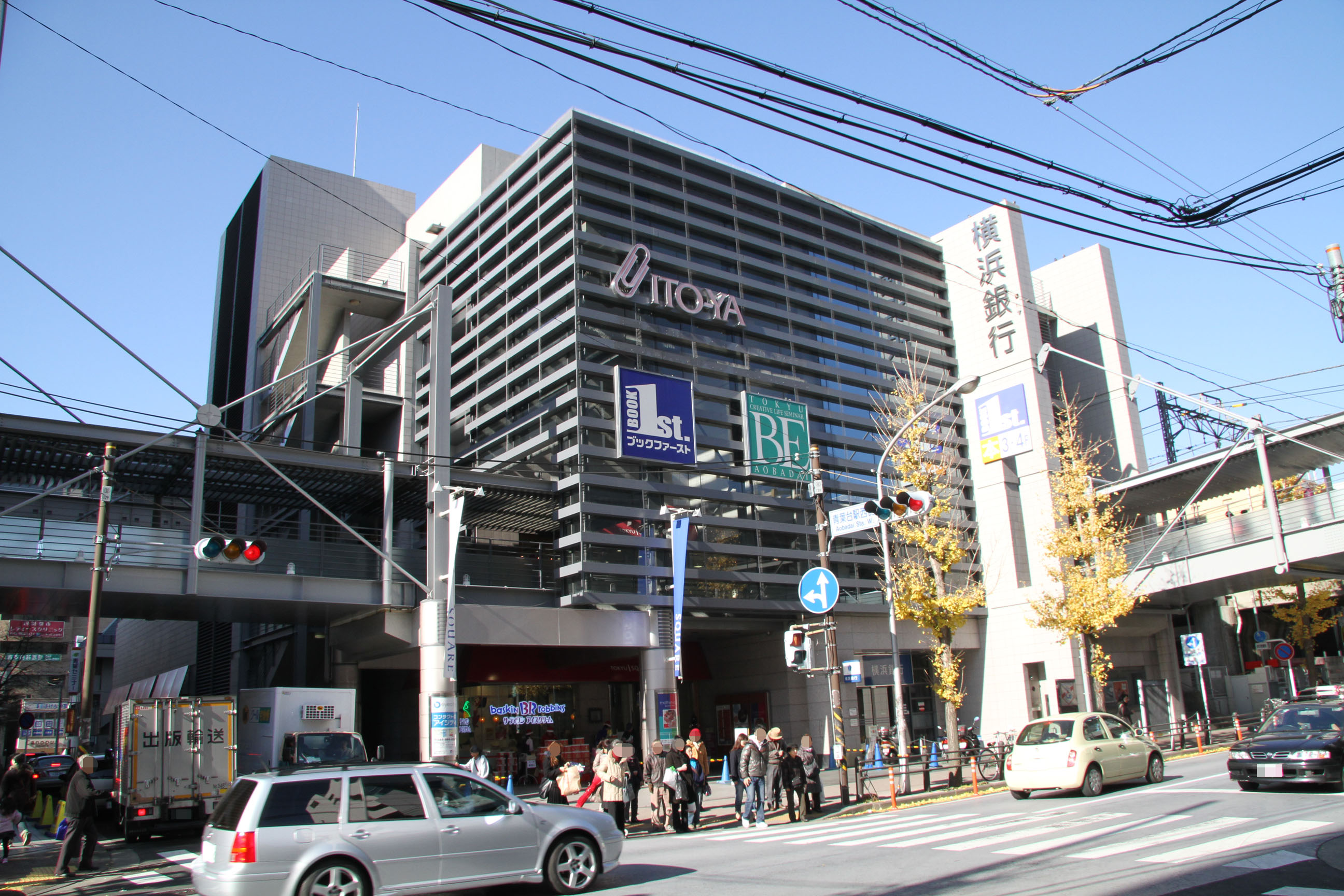
South-1別館

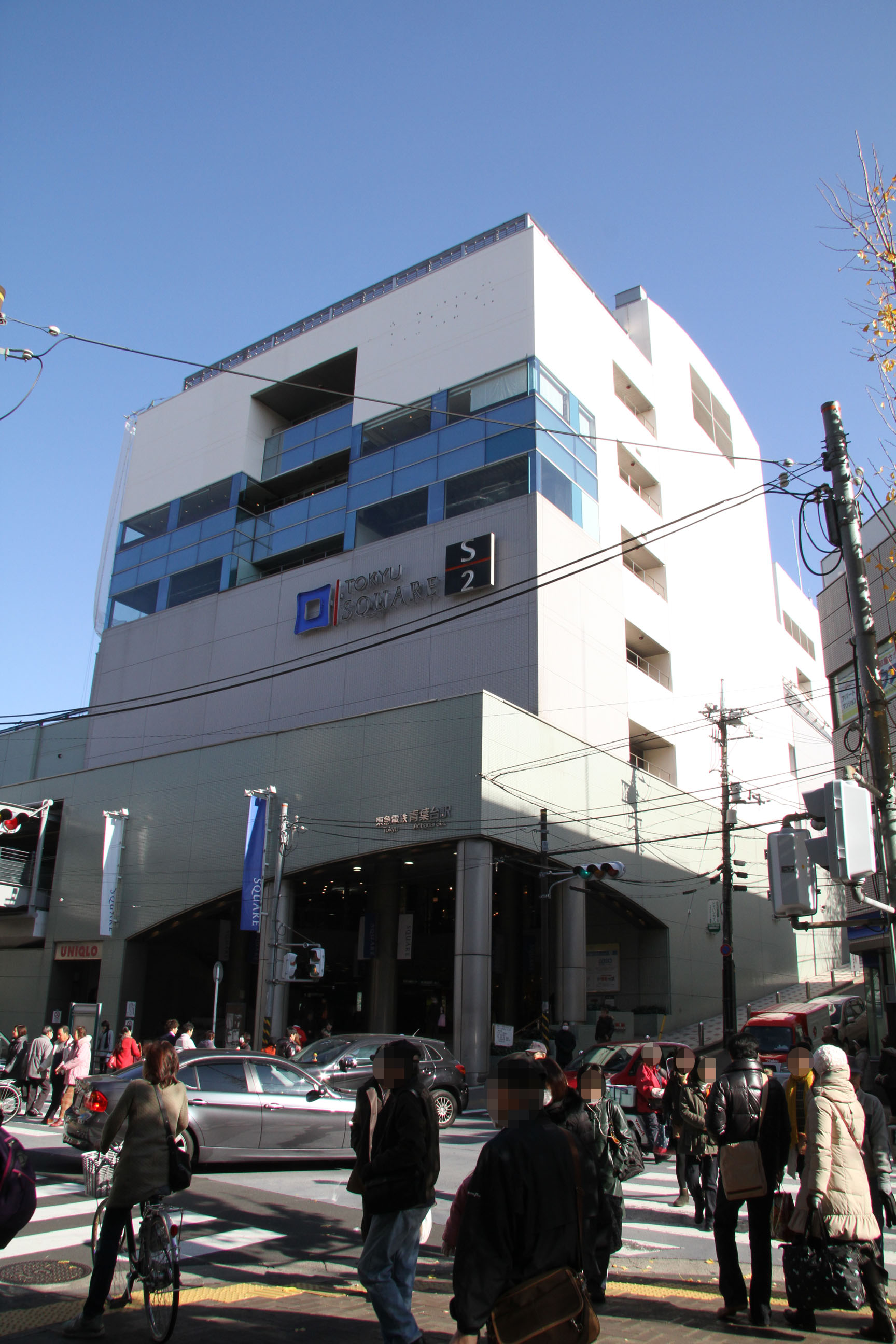
South-2（青葉台駅西口）

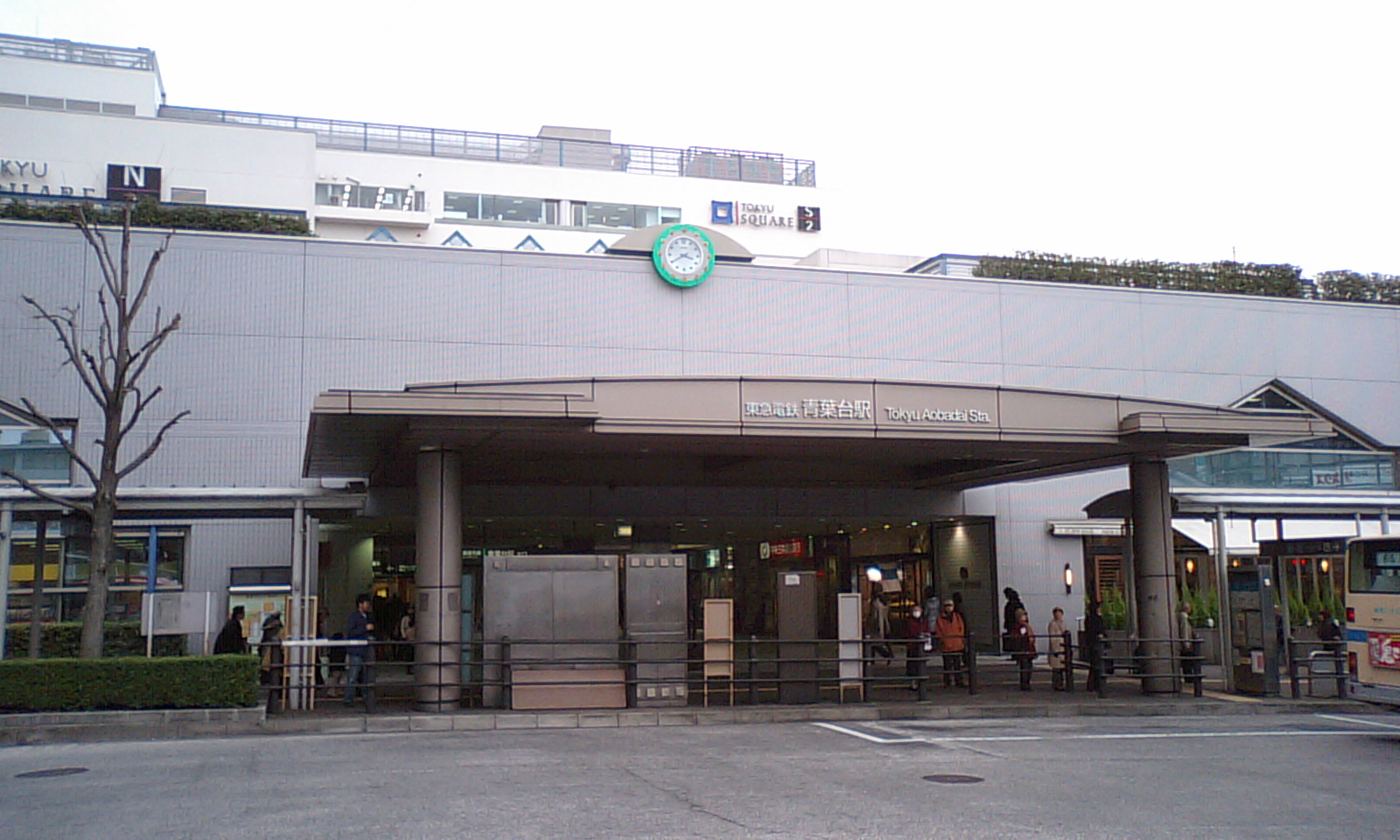
North-1（青葉台駅北口）

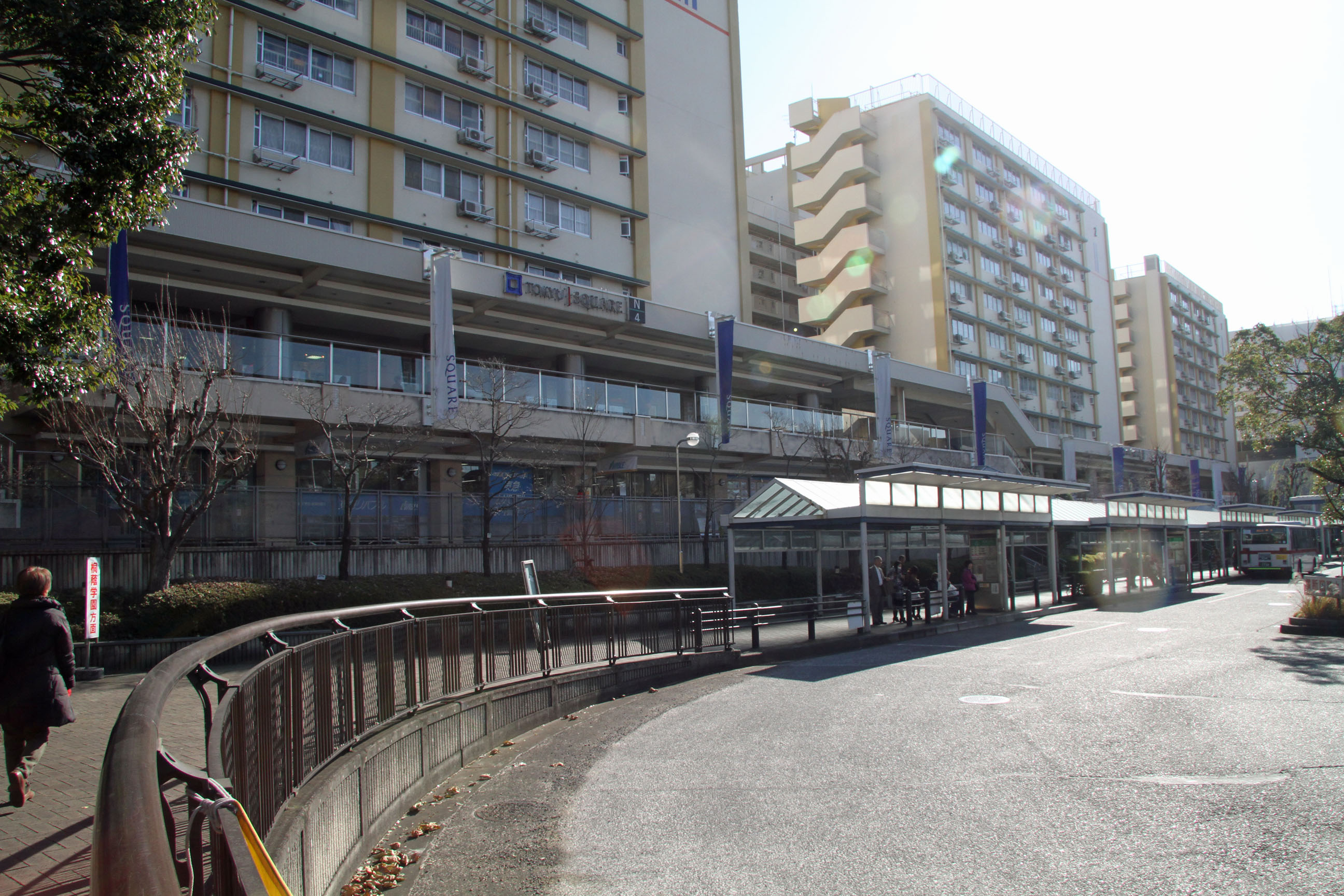
（左より）North-4, 3, 2

### South-1 本館
- 5F - フィリアホール
- 4F - エディオン（旧・石丸電気ビッグワン）
- 3F - オグラ眼鏡店、ORIHICA、吉祥寺菊屋、ルーム&ルーム、ハウス オブ ローゼ/イングリッシュ ガーデン、ハンズビー、無印良品
- 2F - ILC、アシックスウォーキング、エルメ・ド・ボーデ、Cafe & Meal MUJI、カルディコーヒーファーム、KEYUCA、ジュエリーツツミ、ドゥクラッセ、ナチュラルキッチン&、HAVE A NICE TRIP、B-Three、フィットフィット、fontes、ブティック パルジュ、メイソングレイアンドリップスター、ラ・プリマヴェーラ、ワコール ザ ストア
- 1F - a.v.v、アカクラ、ウオッチタウン、サックス バー ジーン、スターバックスコーヒー、ファンケル、フランフラン、ブルーブルーエ、ミュゼ・ド・ポウ/ネイルクイック（ネイルサロン）、ルピシア
- B1 - 青葉台東急フードショー
- B2 - 荷捌き場
- B3 - 駐車場

### South-1 別館
- 5F - 青葉台カルチャープラザ
- 4F - ブックファースト、リビングカフェ
- 3F - ブックファースト
- 2F - 銀座伊東屋、コレクターズ
- 1F - サーティワンアイスクリーム、ゾフ、グリーンジャケットバイステップゴルフ
- B1 - ダイソー

### South-2
- 7F - 英会話イーオン、SMBC信託銀行、小学館の幼児教室 ドラキッズ、ほりぐち歯科医院
- 6F - 旬の舞、デイビスビーフステーキ、美山、ラパウザ、ローカルインディア
- 5F - 紅虎餃子房、富士喜、洋麺屋五右衛門、すし遊洛、サロン卵と私、花旬庵
- 4F - アロマブルーム、ヴィレッジヴァンガード、カメラのキタムラ、グレープフルーツ ムーン、プリラウンジ、C駐車場（荷捌き場含む）
- 3F - ABCマート、靴下屋、なんぼや、ハニーズ、パンジー
- 2F - エニィスィスバイクミキョクスィス、カフェ アントニオ、クヌッフェル、SM2、B.L.U.E.、ロペピクニック
- 1F - アン レクレ、オンデーズ、サックドビジュー、サックスバープチコレクト、ユナイテッドアローズグリーンレーベルリラクシング
- B1 - ユニクロ

### North-1
- 4F - C駐車場（荷捌き場含む）　※North-1 4FとSouth-2 4Fの間にC駐車場があり、相互に行き来できる。
- 2F - アイシティ、アイリッシュサロンブラン、イワキメガネ、エルネイル、小川眼科 青葉台、TAYA、トモズ、白洋舎、ビッグママ、保険相談サロンF.L.P、ミスターミニット、リラクセーションテラス こりとるん、
- 1F - トモズ

### North-2
- 2F - APORITO
- 1F - ペテモプチ

### North-3
- 3F - キッズベースキャンプ、占いコーナー
- 2F - 富士ガーデン
- 1F - セカンドストリート、神戸珈琲物語

### North-4
- 2F - コインスペース、栄光ゼミナール
- 1F - 東急リバブル、QBハウス